# Władysław Hasior
Władysław Hasior (Nowy Sącz, 14 de maio de 1928 - Cracóvia, 14 de julho de 1999) foi um pintor, escultor e cenógrafo polonés.
Estudou na Academia de Belas Artes de Varsóvia e seu trabalho está no Muzeum Tatrzańskie de Zakopane e no Miejski Ośrodek Sztuki de Gorzów.

## Trabalhos
- Niobe (1961)
- Bandeiras (1965–1975)
- Calvário (1971)
- Paisagem Negra - Os Filhos de Zamość (1974)

## Subestação aberta - Monumentos
- As equipes de resgate do serviço de resgate na montanha em Zakopane (1959)
- Os partidários executados em Kuźnice (distrito de Zakopane) (1964)
- Os lutadores caídos pela consolidação do governo (ou órgãos) populares perto de Czorsztyn (1966)
- Pieta perto de Copenhagen (1972)
- Carruagem triunfal ensolarada em Södertälje (1972)
- Pássaros flamejantes em Szczecin (1975)
- Queimando pássaros em Koszalin (1977)